# Fournès
Fournès är en kommun i departementet Gard i regionen Occitanien i södra Frankrike. Kommunen ligger i kantonen Remoulins som tillhör arrondissementet Nîmes. År 2022 hade Fournès 1 058 invånare.

## Befolkningsutveckling
Antalet invånare i kommunen Fournès
Referens:INSEE